# Albatros D.II
Альбатрос D.II (нім. Albatros D.II) — німецький винищувач, який використовувався в Першій світовій війні. Після успішної бойової кар’єри на початку Jagdstaffeln його поступово замінив Albatros D.III.

## Конструкція та доопрацювання
Конструктори Телен, Шуберт і Гнедіг створили Albatros D.II у відповідь на скарги пілотів щодо поганого огляду вгору в Albatros D.I. Рішення полягало в тому, щоб перемістити верхнє крило на 36 см (14 дюймів) ближче до фюзеляжу та трохи відхилити його вперед. Перебудова стійок кабану також покращила огляд вперед. D.II зберіг той самий фюзеляж, двигун і озброєння, що й D.I. Базова продуктивність не змінилася. Idflieg (Inspektion der Fliegertruppen — Інспекція літаючих військ) замовила першу партію зі 100 літаків D.II у серпні 1916 року.
У листопаді 1916 року Idflieg заборонив «вушні» радіатори Windhoff в експлуатаційних літаках, тому що вони були на нижчому рівні, ніж картер двигуна, який вони охолоджували, і постріл в будь-який радіатор міг призвести до виснаження системи охолодження. Пізніше виробництво D.II перейшло на використання радіатора Teves und Braun у формі аеродинамічного профілю в центральній частині верхнього крила. Це також виявилося проблематичним, оскільки протікаючий або пошкоджений у битві радіатор міг обпекти обличчя пілота. На більш пізніх винищувачах Albatros (пізні моделі D.III і D.V) радіатор був переміщений праворуч від центральної секції, щоб полегшити цю проблему.
Oeffag (Oesterreichische Flugzeugfabrik AG) також побудував D.II за ліцензією, як Albatros D.II (Oef) / Oeffag Va.53 / Oeffag серії 53, для Luftfahrtruppen. 16 австро-угорських машин використовували двигун Austro-Daimler потужністю 138 кВт (185 к.с.) і були оснащені радіатором, встановленим на крилі Teves und Braun.

## Бойове застосування
D.II були частиною раннього обладнання Jagdstaffel (Jasta) 2, першої спеціалізованої ескадрильї винищувачів у німецькій авіації. Серед відомих пілотів були гауптман Освальд Белке (перший командир Jasta 2) і Манфред фон Ріхтгофен. Завдяки високій швидкості та важкому озброєнню D.II повернув перевагу в повітрі у винищувачів союзників, таких як Airco DH.2 і Nieuport 17.
Albatros побудував 200 літаків D.II. LVG (Luft-Verkehrs-Gesellschaft) виготовила ще 75 за ліцензією. Максимальна кількість обслуговування припала на січень 1917 року, коли в експлуатації було 214 машин. 
D.II працював протягом тривалого періоду 1917 року. Станом на 30 червня 1917 року 72 літаки були на фронті, і навіть у листопаді 11 D.II та 9 D.I все ще були на озброєнні, поряд із значно більшою кількістю D.III та D.V.
Манфред фон Ріхтгофен пілотував на Albatros D.II 23 листопада 1916 року, коли він брав участь у тривалому повітряному бою з Ланоє Хокер, VC з RFC. Винищувач Хокера DH.2 із двигуном-штовхачем мав кращий радіус розвороту, але Albatros D.II мав здвоєні гармати, був швидшим і міг краще підтримувати висоту в повороті. Випустивши близько 900 пострілів, фон Ріхтгофен вистрелив Хокеру в голову і вбив його за 11-ту перемогу. Машина Хокера вийшла з ладу, і фон Ріхтгофен зажадав пістолет Хокера Льюїса для своєї зростаючої колекції трофеїв.

## Оператори
Австро-Угорщина
- Австро-Угорські імператорські та королівські авіаційні війська

Німецька імперія
- Luftstreitkräfte

 Польща
- Польські ВПС експлуатували цей тип після війни.

 Туреччина
- ВПС Османської імперії

## Тактико-технічні характеристики
Джерело: Літаки австро-угорської армії Першої світової війни
Основні характеристики
- Екіпаж: 1 пілот
- Довжина: 7.35м
- Висота: 2.71м
- Розмах крила: 8.5м

- Площа крила: 24 м ²
- Нормальна злітна маса: 898 кг

Льотні характеристики
- Максимальна швидкість: 170 км/год

Озброєння
- Стрілецько-гарматне: 2 × 8 мм кулемета Schwarzlose MG M.07/12